# Ch-23
Die Ch-23 (NATO-Codename AS-7 Kerry) ist eine taktische Luft-Boden-Lenkwaffe aus sowjetischer Produktion.

## Entwicklung
Die Entwicklung begann in den frühen 1960er-Jahren im staatlichen Konstruktionsbüro Swesda. Das System wurde im Jahre 1968 bei den sowjetischen Luftstreitkräften eingeführt. Die Ch-23 ist das sowjetische Pendant der amerikanischen AGM-12 Bullpup.
Varianten:
- Ch-23

Diese erste Serienversion wird intern auch als Isdelije 68 bezeichnet. Sie hat eine Reichweite von 10 km.
- Ch-23M

Diese zweite Version weist verbesserte Elektronik auf.
- Ch-23PS

Version zur Bekämpfung von Radaranlagen.
- Ch-23L

Prototyp mit halbaktiver Laser-Zielsuche.
- Ch-66

Das Vorgängermodell der Ch-23, die Ch-66 oder Isdelije 66 (Produkt 66), basiert auf dem Luft-Luft-Lenkflugkörper RS-2US. Sie wird von einem Flüssigtreibstoff angetrieben.
Die Ch-23 wurde später zur Ch-25 und Ch-27 weiterentwickelt und Mitte der 1970er-Jahre durch diese abgelöst.

## Technik
Die Ch-23 dient zur Bekämpfung von gepanzerten und verbunkerten Bodenzielen. Ebenso können taktische Ziele wie Panzerfahrzeuge und Schiffe bekämpft werden. Die Ch-23 wurde nach dem Start manuell vom Piloten oder Bordschützen über einen kleinen Joystick gesteuert (bei MiG-23BN über Knopf am Steuerknüppel). Der Nachteil dieses Systems war, dass der Schütze immer Sichtkontakt mit der Lenkwaffe und dem Ziel haben musste. Der Lenkwaffeneinsatz konnte nur bei guter Sicht am Tag erfolgen.

## Waffenplattformen
- Jakowlew Jak-38 („Forger-A“)
- Mikojan-Gurewitsch MiG-21M („Fishbed“)
- Mikojan-Gurewitsch MiG-23BN („Flogger-F“)
- Mikojan-Gurewitsch MiG-27M („Flogger-J“)
- Mil Mi-14 („Haze“)
- Mil Mi-24 („Hind“)
- Suchoi Su-17M3/M4 („Fitter-H“)
- Suchoi Su-20 („Fitter-C“)
- Suchoi Su-22M („Fitter-K“)
- Suchoi Su-24M („Fencer“)
- Suchoi Su-25 („Frogfoot“)